# Rublă transnistreană
Rubla transnistreană (plural: ruble) este unitatea monetară a auto-proclamatei Republici Moldovenești Transnistrene. Ea a fost pusă în circulație în august 1994 odată cu proclamarea independenței Republicii Transnistrene (nerecunoscută însă de nici un stat), ca o formă de separare economică de Republica Moldova. Rublele transnistrene sunt emise de către Banca Republicană Transnistreană, înființată la data de 22 decembrie 1992 prin decret al Consiliului Suprem al "Republicii Moldovenești Transnistrene".
Deoarece Transnistria nu este un stat recunoscut pe plan internațional, moneda ei nu are un cod ISO 4217. Cu toate acestea, în mod neoficial, unele organizații din Transnistria cum ar fi Agroprombank și Gazprombank utilizează codul PRB drept cotație ISO 4217, altele, precum EximBank folosesc codul RUP.

## Statutul rublei transnistrene
O rublă transnistreană este împărțită în 100 copeici. Rubla transnistreană nu este convertibilă și nu are circulație în afara Transnistriei. Condițiile de schimb ale valutelor străine în ruble transnistrene sunt foarte rigide și se modifică frecvent în funcție de inflație. Este practic imposibil de folosit cărți de credit sau cecuri de călătorie pe teritoriul Transnistriei. 
În prezent, rubla transnistreană este acceptată de către guvernul de la Chișinău, dar inflația tot mai mare îi pune în pericol existența (o rublă transnistreană fiind egală cu 0,14 USD). 

### Cursul de schimb
Cursul de schimb al rublei transnistrene față de principalele valute cotate în Transnistria era la data de 17 martie 2007 următorul:
- 1 USD (dolar american) ≈ 8,34 ruble
- 1 EUR (euro) ≈ 11,00 ruble
- 1 RUR (rublă rusească) ≈ 0,32 ruble
- 1 CHF (franc elvețian) ≈ 6,83 ruble
- 1 MDL (leu moldovenesc) ≈ 0,65 ruble
- 1 UAH (grivna ucraineană) ≈ 1,62 ruble

Cursul de schimb al rublei transnistrene față de principalele valute cotate în Transnistria era la data de 29 august 2009 următorul:
- 1 RON (leu românesc) = 3,1074 ruble[2]
- 1 MDL (leu moldovenesc) = 0,6970 ruble[2]
- 1 USD (dolar american) = 9,400 ruble[2]
- 1 EUR (euro) = 12,8880 ruble[2]
- 1 RUR (rublă rusească) = 0,2843 ruble[2]
- 1 UAH (grivna ucraineană) = 1,0526 ruble[2]
- 1 CHF (franc elvețian) = 8,8973 ruble

Cursul de schimb al rublei transnistrene față de principalele valute cotate în Transnistria era la data de 28 noiembrie 2018 următorul:
- 1 RON (leu românesc) = 3,9152 ruble[2]
- 1 MDL (leu moldovenesc) = 0,9195 ruble[2]
- 1 USD (dolar american) = 16,1000 ruble[2]
- 1 EUR (euro) = 18,2188 ruble[2]
- 1 RUR (rublă rusească) = 0,2417 ruble[2]
- 1 UAH (grivna ucraineană) = 0,5771 ruble[2]
- 1 CHF (franc elvețian) = 16,1097 ruble[2]

## Istorie

### Timbrarea rublelor sovietice și rusești (1993-1994)
La începutul anilor '90, pe măsură ce republicile fostei Uniuni Sovietice și-au câștigat independența și au început să-și emită propria lor monedă națională, cantități mari de ruble sovietice și apoi rusești au invadat piața Transnistriei. Încercând să-și protejeze sistemul financiar-bancar de efectele inflaționiste ale rublelor care au invadat piața, guvernul "Republicii Moldovenești Transnistrene" a adoptat în iulie 1993 decizia de a modifica bancnotele sovietice și rusești datate 1961-1992 prin aplicarea pe aversul lor a unui timbru adeziv special cu efigia generalului rus Suvorov și specificarea valorii lor. 
Aceste bancnote au înlocuit treptat bancnotele sovietice și rusești neștampilate. Această metodă de aplicare a unui timbru special pe bancnote a fost folosită temporar cu scopul de a asigura trecerea la prima emisiune monetară a unui nou stat. Metoda fusese utilizată în aceeași perioadă și de către Cehia și Slovacia în perioada de după separarea celor două state la 1 ianuarie 1993.

### Prima serie de ruble (1994-2000)
Prima serie de ruble transnistrene a fost pusă în circulație în anul 1994 de către Banca Republicană Transnistreană ca o unitate monetară națională a statului nerecunoscut al Republicii Moldovenești Transnistrene. 
La data de 17 august 1994, Banca Republicană Transnistreană a pus în circulație o serie de bancnote de ruble transnistrene, la cursul fix de 1 rublă transnistreană = 1.000 ruble sovietice (ștampilate). Această emisiune a constat doar din emiterea de bancnote și a suferit de pe urma hiperinflației, necesitând emisiunea de noi bancnote cu valori nominale mai mari, unele supratipărite. Deși puse în circulație în anul 1994, unele bancnote care au pe avers imaginea statuii generalului Suvorov din Tiraspol (50, 100, 200, 500, 1000 și 5000 ruble) au fost emise purtând imprimat anul 1993.
Este necesar de menționat că emisiunile 1994-2000 au avut o serie de anomalii. Astfel, bancnotele transnistrene cu valoarea nominală de 50.000 ruble „costă” 50.000 ruble transnistrene, pe când bancnotele cu aceeași valoarea nominală de culoare cafenie „costă” 500.000 ruble, iar bancnotele de 5 ruble au valoarea de facto de 50.000 ruble dacă nu sunt marcate cu hologramă argintie.
Aceste bancnote s-au aflat în circulație până la data de 1 ianuarie 2001, când a încetat puterea lor circulatorie, fiind înlocuite cu rublele din emisiunea 2000.

### A doua serie de ruble (2000-)
În anul 2000, s-a procedat la o reformă monetară prin care s-a realizat denominarea rublei transnistrene. Atunci a fost introdusă o nouă serie de ruble la o rată de 1 rublă nouă = 1.000.000 ruble vechi. Această emisiune nouă constă atât din bancnote, cât și din monede. Rata de schimb actuală este de 1 Euro = aproximativ 10 PRB. 
Au fost emise bancnote de 1, 5, 10, 25, 50 și 100 ruble cu un design mai atrăgător. Bancnotele din emisiunea 2000 au fost puse în circulație nu odată, ci treptat înlocuind vechile bancnote. Astfel s-a procedat la punerea în circulație după cum urmează: 1 rublă (6 decembrie 2000), 5 ruble (23 noiembrie 2000), 10 ruble (16 octombrie 2000) etc.
Creșterea ratei inflației a determinat emiterea în anul 2004 a bancnotelor de 200 și 500 ruble, cu măsuri sporite de siguranță împotriva contrafacerilor (în principal în privința firului de siguranță).

## Emisiunea curentă

### Monedele transnistrene
Monedele au valori nominale de 1, 5, 10, 25 și 50 copeici și sunt confecționate din aluminiu sau dintr-un aliaj între cupru și zinc și sunt similare monedelor din epoca sovietică. Ele au un design simplu, pe avers valoarea nominală între două spice, iar pe revers stema auto-proclamatei Republici Moldovenești Transnistrene, denumirea statului ("Приднестровская Молдавская Республика") și anul emisiunii (2000).
În anul 2000 au fost puse în circulație doar monedele de 1, 5, 10 și 50 copeici, după care în anul 2002 a fost pusă în circulație și moneda de 25 copeici, pentru a exista și valori intermediare între 10 și 50 copeici.
| Copeici transnistrene | Copeici transnistrene | Copeici transnistrene | Copeici transnistrene | Copeici transnistrene | Copeici transnistrene               | Copeici transnistrene | Copeici transnistrene | Copeici transnistrene                                                      | Copeici transnistrene | Copeici transnistrene |
| Imagine               | Imagine               | Valoare               | Parametri tehnici     | Parametri tehnici     | Parametri tehnici                   | Parametri tehnici     | Descriere             | Descriere                                                                  | Data                  | Data                  |
| Imagine               | Imagine               | Valoare               | Diametru              | Masă                  | Compoziție                          | Margine               | Avers                 | Revers                                                                     | primei emisiuni       | imprimată             |
| --------------------- | --------------------- | --------------------- | --------------------- | --------------------- | ----------------------------------- | --------------------- | --------------------- | -------------------------------------------------------------------------- | --------------------- | --------------------- |
|                       |                       | 1 copeică             | 16 mm                 | 0.65 g                | Aluminiu de culoare albă            | Netedă                | Valoarea              | Stema și denumirea "Republicii Moldovenești Transnistrene", anul emisiunii | 2000                  | 2000                  |
|                       |                       | 5 copeici             | 18 mm                 | 0.75 g                | Aluminiu de culoare albă            | Netedă                | Valoarea              | Stema și denumirea "Republicii Moldovenești Transnistrene", anul emisiunii | 2000                  | 2000                  |
|                       |                       | 10 copeici            | 20 mm                 | 0.97 g                | Aluminiu de culoare albă            | Netedă                | Valoarea              | Stema și denumirea "Republicii Moldovenești Transnistrene", anul emisiunii | 2000                  | 2000                  |
|                       |                       | 25 copeici            | 17 mm                 | 2.15 g                | Aliaj cupru-zinc de culoare galbenă | Netedă                | Valoarea              | Stema și denumirea "Republicii Moldovenești Transnistrene", anul emisiunii | 2002                  | 2002                  |
|                       |                       | 50 copeici            | 19 mm                 | 2.75 g                | Aliaj cupru-zinc de culoare galbenă | Netedă                | Valoarea              | Stema și denumirea "Republicii Moldovenești Transnistrene", anul emisiunii | 2000                  | 2000                  |
|                       |                       |                       |                       |                       |                                     |                       |                       |                                                                            |                       |                       |

În anul 2005, au fost puse în circulație monede de 25 și 50 copeici modificate. Acestea sunt bimetalice, fiind formate dintr-un aliaj între cupru și oțel și au o culoare galben-roșiatică (zincul fiind înlocuit în aliaj cu oțelul). Pe reversul acestor două noi monede apare poansonat anul emisiunii (2005). În rest, dimensiunile sunt identice cu ale celorlalte monede de 25 și respectiv 50 copeici.
| Copeici transnistrene - emisiunea 2005 | Copeici transnistrene - emisiunea 2005 | Copeici transnistrene - emisiunea 2005 | Copeici transnistrene - emisiunea 2005 | Copeici transnistrene - emisiunea 2005 | Copeici transnistrene - emisiunea 2005       | Copeici transnistrene - emisiunea 2005 | Copeici transnistrene - emisiunea 2005 | Copeici transnistrene - emisiunea 2005                                     | Copeici transnistrene - emisiunea 2005 | Copeici transnistrene - emisiunea 2005 |
| Imagine                                | Imagine                                | Valoare                                | Parametri tehnici                      | Parametri tehnici                      | Parametri tehnici                            | Parametri tehnici                      | Descriere                              | Descriere                                                                  | Data                                   | Data                                   |
| Imagine                                | Imagine                                | Valoare                                | Diametru                               | Masă                                   | Compoziție                                   | Margine                                | Avers                                  | Revers                                                                     | primei emisiuni                        | imprimată                              |
| -------------------------------------- | -------------------------------------- | -------------------------------------- | -------------------------------------- | -------------------------------------- | -------------------------------------------- | -------------------------------------- | -------------------------------------- | -------------------------------------------------------------------------- | -------------------------------------- | -------------------------------------- |
|                                        |                                        | 1 copeică                              | 16 mm                                  | 0.65 g                                 | Aluminiu de culoare albă                     | Netedă                                 | Valoarea                               | Stema și denumirea "Republicii Moldovenești Transnistrene", anul emisiunii | 2000                                   | 2000                                   |
|                                        |                                        | 5 copeici                              | 18 mm                                  | 0.75 g                                 | Aluminiu de culoare albă                     | Netedă                                 | Valoarea                               | Stema și denumirea "Republicii Moldovenești Transnistrene", anul emisiunii | 2000                                   | 2000                                   |
|                                        |                                        | 10 copeici                             | 20 mm                                  | 0.97 g                                 | Aluminiu de culoare albă                     | Netedă                                 | Valoarea                               | Stema și denumirea "Republicii Moldovenești Transnistrene", anul emisiunii | 2000                                   | 2000                                   |
|                                        |                                        | 25 copeici                             | 17 mm                                  | 2.15 g                                 | Aliaj cupru-oțel de culoare galben-roșiatică | Netedă                                 | Valoarea                               | Stema și denumirea "Republicii Moldovenești Transnistrene", anul emisiunii | 2005                                   | 2005                                   |
|                                        |                                        | 50 copeici                             | 19 mm                                  | 2.75 g                                 | Aliaj cupru-oțel de culoare galben-roșiatică | Netedă                                 | Valoarea                               | Stema și denumirea "Republicii Moldovenești Transnistrene", anul emisiunii | 2005                                   | 2005                                   |
|                                        |                                        |                                        |                                        |                                        |                                              |                                        |                                        |                                                                            |                                        |                                        |

### Bancnotele transnistrene
Au fost emise bancnote de 1, 5, 10, 25, 50 și 100 ruble. Creșterea ratei inflației a determinat emiterea în anul 2004 a bancnotelor de 200 și 500 ruble, cu măsuri sporite de siguranță împotriva contrafacerilor (în principal în privința firului de siguranță).
Bancnotele sunt emise de către Banca Republicană Transnistreană (Приднестровский Республиканский Банк) având valori nominale de la 1 la 500 ruble.
| Emisiunea 2000 | Emisiunea 2000 | Emisiunea 2000 | Emisiunea 2000 | Emisiunea 2000     | Emisiunea 2000                       | Emisiunea 2000 |          |           |      |
| Imagine        | Imagine        | Valoare        | Dimensiuni     | Culoare principală | Descriere                            | Descriere | Data     | Data      | Data |
| Anvers         | Revers         | Valoare        | Dimensiuni     | Culoare principală | Avers                                | Revers | tipărită | emisiunii |      |
| -------------- | -------------- | -------------- | -------------- | ------------------ | ------------------------------------ | --- | -------- | --------- | ---- |
|                |                | 1 rublă        | 129 × 56 mm    | Portocaliu         | Alexandr Suvorov                     | Complexul memorial de la Chițcani                                                                                  | 2000     | 2000      |      |
|                |                | 5 ruble        | 129 × 56 mm    | Albastru           | Alexandr Suvorov                     | Clădirea administrativă a distileriei Kvint                                                                        | 2000     | 2000      |      |
|                |                | 10 ruble       | 129 × 56 mm    | Maro               | Alexandr Suvorov                     | Mănăstirea Noul Neamț din Chițcani                                                                                 | 2000     | 2000      |      |
|                |                | 25 ruble       | 129 × 56 mm    | Roșu               | Alexandr Suvorov                     | Fortăreața Tighina și Memorialul luptătorilor ruși                                                                 | 2000     | 2000      |      |
|                |                | 50 ruble       | 129 × 60 mm    | Verde              | Taras Șevcenko                       | Clădirea Parlamentului din Tiraspol                                                                                | 2000     | 2000      |      |
|                |                | 100 ruble      | 129 × 60 mm    | Violet             | Dimitrie Cantemir                    | Catedrala Nașterii Domnului din Tiraspol                                                                           | 2000     | 2000      |      |
|                |                | 200 ruble      | 135 × 64 mm    | Maro închis        | generalul Piotr Rumianțev-Zadunaiski | Temă militară | 2004     | 2004      |      |
|                |                | 500 ruble      | 140 × 68 mm    | Verde întunecat    | țarina Ecaterina a II-a a Rusiei     | Decretul de înființare al orașului Tiraspol emis de către țarina Ecaterina a II-a a Rusiei și planurile fortăreței | 2004     | 2004      |      |
|                |                |                |                |                    |                                      | |          |           |      |

## Emisiunea 2007
În anul 2007 au fost puse în circulație bancnote noi de 1, 5, 10, 25, 50 și 100 ruble cu un design asemănător celor din emisiunea 2000, dar cu elemente sporite de protecție împotriva contrafacerilor, printre care prezența firului.
| Emisiunea 2007 | Emisiunea 2007 | Emisiunea 2007 | Emisiunea 2007 | Emisiunea 2007     | Emisiunea 2007    | Emisiunea 2007                                     |          |           |      |
| Imagine        | Imagine        | Valoare        | Dimensiuni     | Culoare principală | Descriere         | Descriere                                          | Data     | Data      | Data |
| Anvers         | Revers         | Valoare        | Dimensiuni     | Culoare principală | Avers             | Revers                                             | tipărită | emisiunii |      |
| -------------- | -------------- | -------------- | -------------- | ------------------ | ----------------- | -------------------------------------------------- | -------- | --------- | ---- |
|                |                | 1 rublă        | 129 × 56 mm    | Portocaliu         | Alexandr Suvorov  | Complexul memorial de la Chițcani                  | 2007     | 2007      |      |
|                |                | 5 ruble        | 129 × 56 mm    | Albastru           | Alexandr Suvorov  | Clădirea administrativă a distileriei Kvint        | 2007     | 2007      |      |
|                |                | 10 ruble       | 129 × 56 mm    | Maro               | Alexandr Suvorov  | Mănăstirea Noul Neamț din Chițcani                 | 2007     | 2007      |      |
|                |                | 25 ruble       | 129 × 56 mm    | Roșu               | Alexandr Suvorov  | Fortăreața Tighina și Memorialul luptătorilor ruși | 2007     | 2007      |      |
|                |                | 50 ruble       | 129 × 60 mm    | Verde              | Taras Șevcenko    | Clădirea Parlamentului din Tiraspol                | 2007     | 2007      |      |
|                |                | 100 ruble      | 129 × 60 mm    | Violet             | Dimitrie Cantemir | Catedrala Nașterii Domnului din Tiraspol           | 2007     | 2007      |      |
|                |                |                |                |                    |                   |                                                    |          |           |      |

## Semnarea rublei transnistrene
Simbolul rublei transnistrene - combinând literele cursive "P" și "R" - a fost aprobat în 2012 în funcție de rezultatele concursului . Autorul este un inginer electronist Iurii Colodni din Novopolotsk (Republica Belarus), care a primit o recompensă în numerar de 500 de dolari. Potrivit unui comunicat al Băncii Republicane a Transnistriei, "în semn, sunt recunoscute literele cheie ale unității monetare (rubla transnistreană). Există, de asemenea, un caracter dublu caracteristic folosit pentru a denumi monedele ".

## Monument

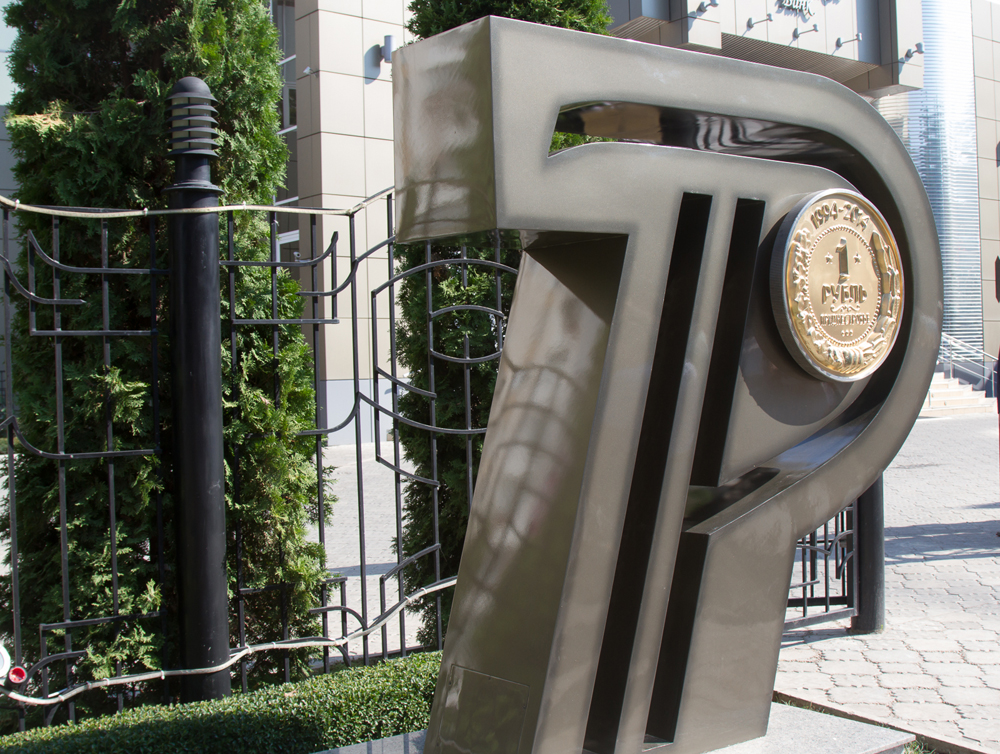
Monumentul rublei transnistrene

La cea de-a 20-a aniversare a rublei transnistrene, la 15 august 2014, în fața intrării în BRT a fost ridicat un monument al monedei locale. Autorul compoziției a fost Eugen Vazhev, iar sculptorul - Eugen Iovica. Producția monumentului a fost făcută la uzina orașului "Litmash". Fabrica de suveniruri Kirov și Tiraspol. Înălțimea monumentului este de doi metri. Sculptura este realizată sub forma unui simbol grafic al rublei transnistrene, în care este instalată o monedă din bronz cu o turmă de oțel cu o valoare nominală a rublei .

## Fapte interesante
În perioada 2012-2016, rublele Pridnestrovskaia Moldavskaia Respublika era cea mai stabilă unitate monetară din spațiul post-sovietic în raport cu moneda americană.
Ratele oficiale de schimb ale BRT ale dolarului american la rubla PMR:
- la data de 20 ianuarie 2012 - 11 ruble 10 copeici din PMR pentru 1 dolar american [9];
- la data de 15 martie 2016 - 11 ruble 10 copeici pentru 1 dolar american [10].

Începând cu data de 16 martie 2016, banca republicană transnistreană a stabilit un nou curs de schimb fix al dolarului american la rubla transnistreană - 11 ruble 30 de copeici pentru 1 dolar.